# Château de Brézé
Pour les articles homonymes, voir Brézé (homonymie).
Le château de Brézé, est un château du XVIe siècle situé sur la commune homonyme, dans le département de Maine-et-Loire, dix kilomètres au sud de Saumur.
Le château de Brézé est doté d'un réseau troglodytique situé sous le château et dans les fossés, comportant aussi bien des pièces de la vie quotidienne (boulangerie, écurie, magnanerie) que militaire (pont-levis, chemin de ronde). Le château fait l'objet d'un classement au titre des monuments historiques depuis le 6 mars 1979.

## Historique
Les terres sont celles des seigneurs de Brézé depuis le XIe siècle. Les premiers seigneurs de Brézé firent de nombreuses donations à l'abbaye de Fontevraud toute proche.
Parmi les membres de la famille de Brézé, on connaît le Grand-sénéchal Louis de Brézé qui épousera Diane de Saint-Vallier connue sous le nom de Diane de Poitiers. Mais Louis n'avait pas la seigneurie de Brézé, passée à partir du début du XIVe siècle à d'autres branches en lignée féminine, dont les Maillé.
En 1448, Gilles de Maillé-Brézé obtient du roi René l'autorisation de fortifier le château et fera creuser des fossés.
Le château Renaissance de style italien et les dépendances ont été reconstruits au début du XVIe siècle par Arthur de Maillé.
Urbain de Maillé-Brézé sera le premier marquis après que Louis XIII eut érigé le domaine en marquisat en 1615. Il se marie avec Nicole du Plessis, sœur de Richelieu et ils auront deux enfants : Armand, grand amiral de France, qui meurt en Toscane à l'âge de 27 ans sans postérité, et Claire-Clémence qui épousera Louis II de Bourbon-Condé, le Grand Condé, et lui transmettra ce patrimoine en 1650.
Le Grand Condé prend la tête de la Fronde, s’oppose ainsi à la régence pendant la minorité du jeune Louis XIV et, en 1653, le château est occupé par des troupes royales.
En 1682, Condé échange le château de Brézé contre la châtellenie de La Galissonnière à Béré (Châteaubriant), appartenant à Thomas de Dreux.
En 1685, Thomas de Dreux, conseiller au Parlement de Paris, se voit confirmer le titre de marquis de Brézé par le roi Louis XIV.
Au XIXe siècle, Henri-Évrard de Dreux-Brézé, Grand maître des cérémonies de Louis XVI prolongera la partie renaissance du château, puis son fils Pierre, évêque de Moulins, et son petit-fils Henri-Simon de Dreux-Brézé feront transformer le château qui deviendra néogothique grâce à l'architecte angevin René Hodé.
À la suite du mariage de Charlotte de Dreux-Brézé avec le comte Bernard de Colbert en 1959, la propriété passe aux mains de la famille Colbert du Cannet (issue des Colbert de Villacerf et Saint-Pouange, sous-branche de Turgis) qui y vit encore.

## Description

### Le château aérien
Le château se compose de trois ailes disposées en U autour d'une cour. L'aile sud est de style Renaissance, bien qu'elle ait été prolongée par Henri-Évrard de Dreux-Brézé au XIXe siècle. Elle présente un décor d'inspiration antique, avec des pilastres cannelés rythmant les travées de la façade, et des colonnes de marbre rouge encadrant la porte d'entrée.

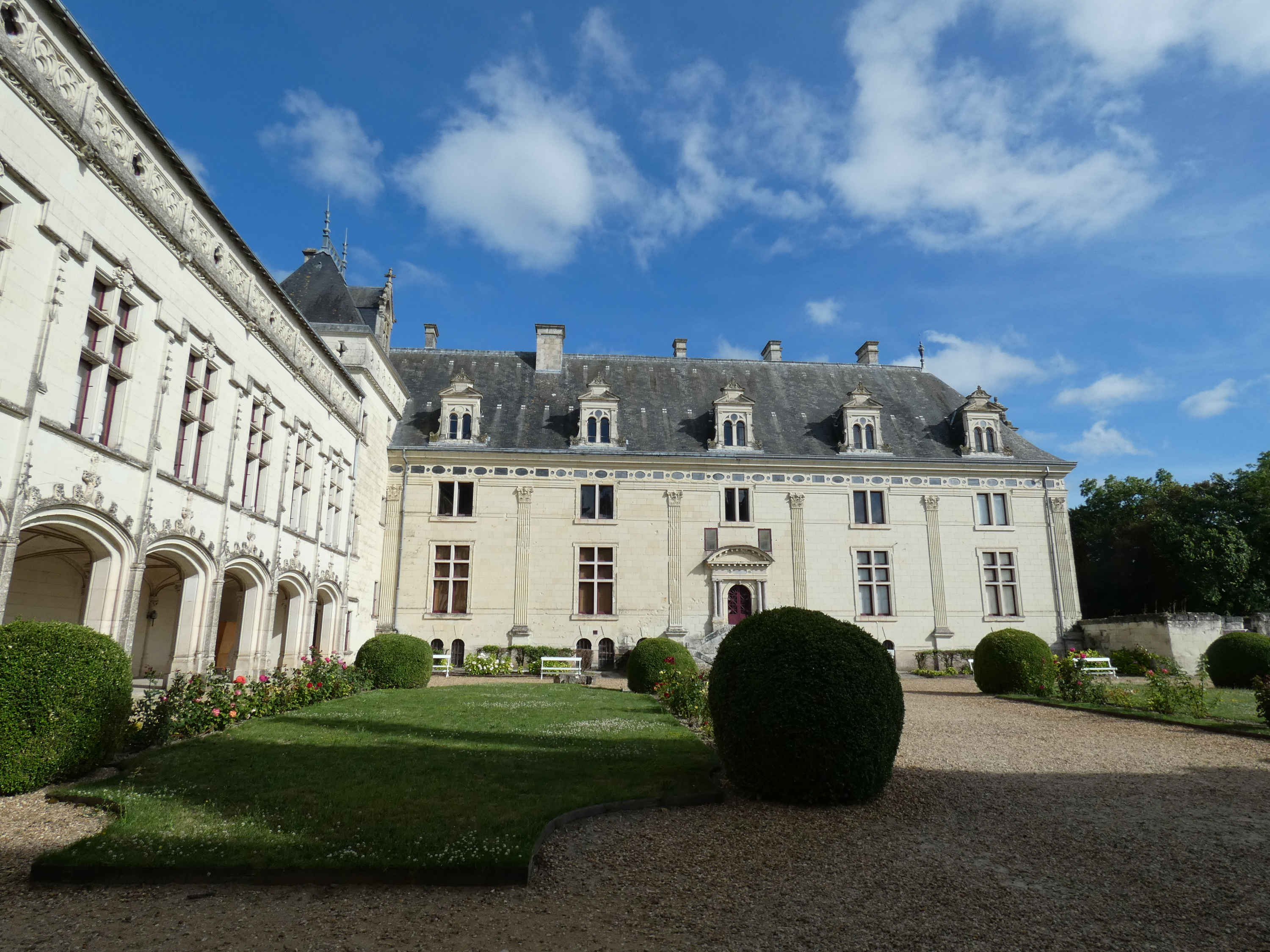
La cour et l'aile sud.
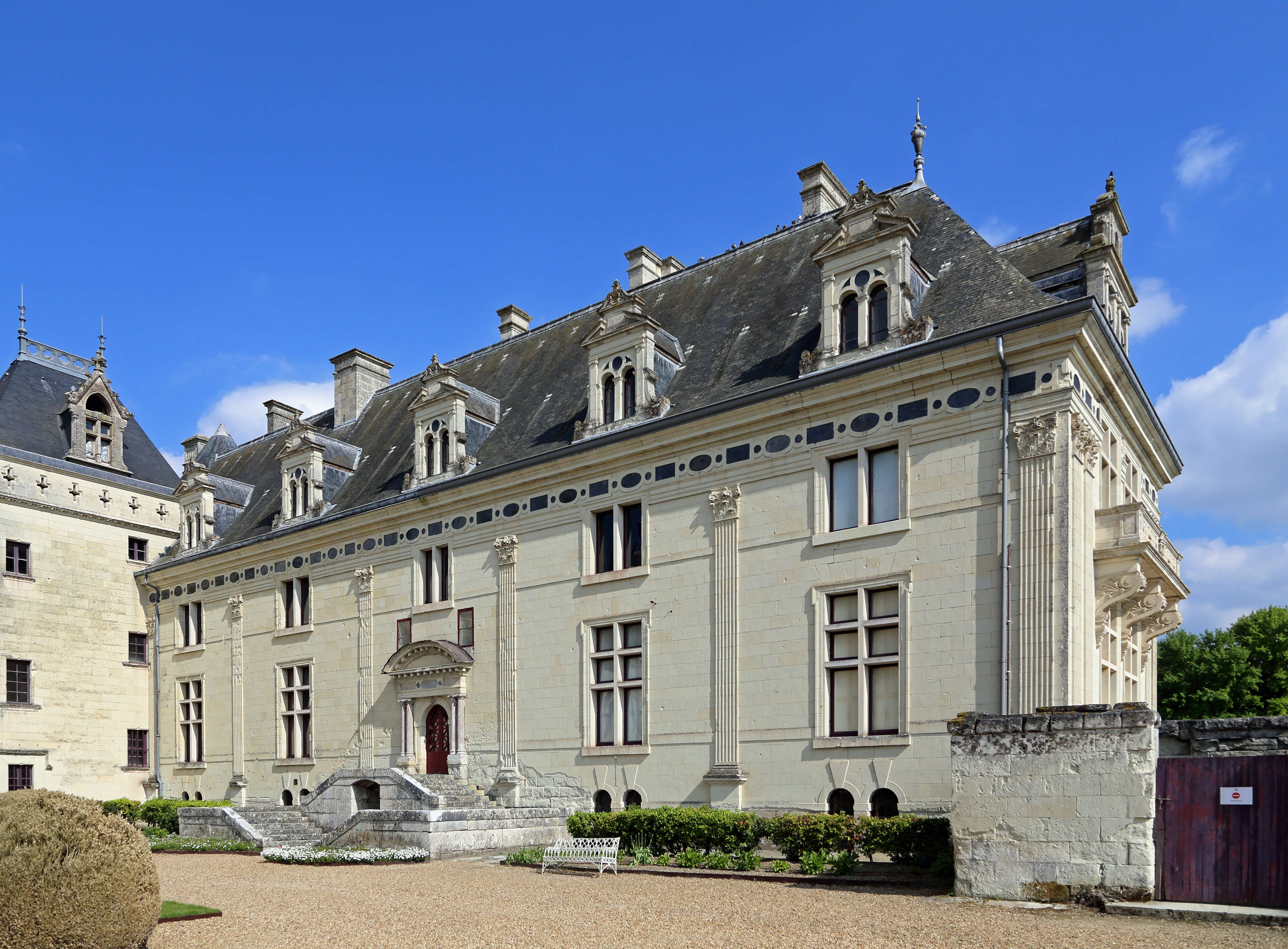
L'aile sud, de style Renaissance.
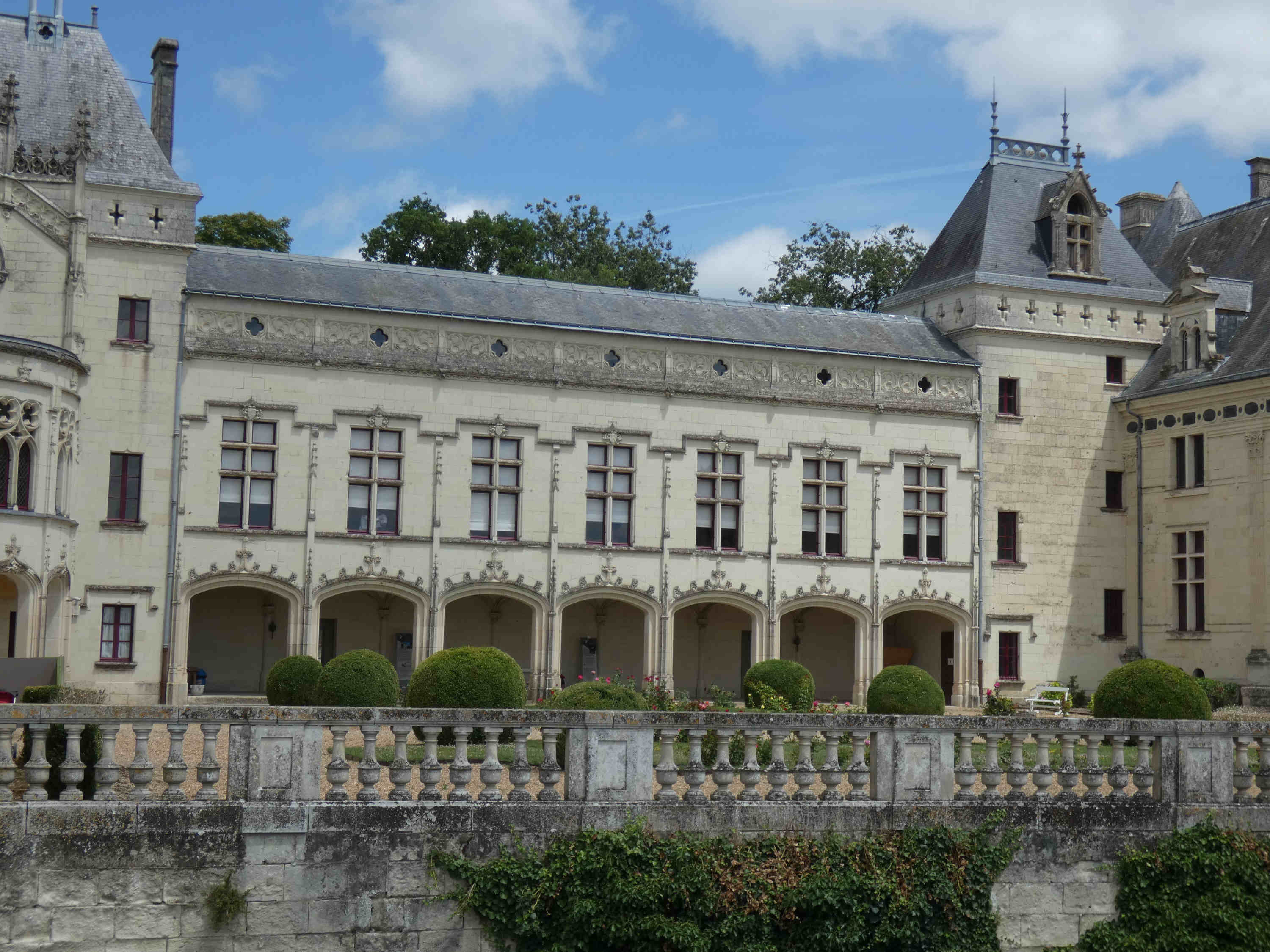
L'aile centrale et sa galerie.

Les deux autres ailes ont été très remaniées par René Hodé dans le style néogothique. Ainsi, l'architecte perce le rez-de-chaussée de l'aile centrale en galerie percée de sept arcades. Au premier étage se trouve la Grande galerie, éclairée par de grandes fenêtres à meneaux. Cette pièce possède un décor du XIXe siècle qui, resté inachevé, a été terminé en 2006. Le deuxième étage abrite les chambres de bonnes.
L'aile nord est encadrée par deux grosses tours Renaissance. René Hodé a rajouté au milieu de la façade une tour carrée. Elle est décorée de créneaux, de faux mâchicoulis et de gargouilles. À l'angle entre cette aile et l'aile centrale, Hodé a construit une rotonde permettant de passer d'une aile à l'autre sans passer par la tour d'angle, qui abrite la chambre dite de Richelieu. Cette pièce est la seule du château à avoir conservé son aménagement original, datant du XVIe siècle. Elle présente notamment une cheminée monumentale incrustée de marbres polychromes.

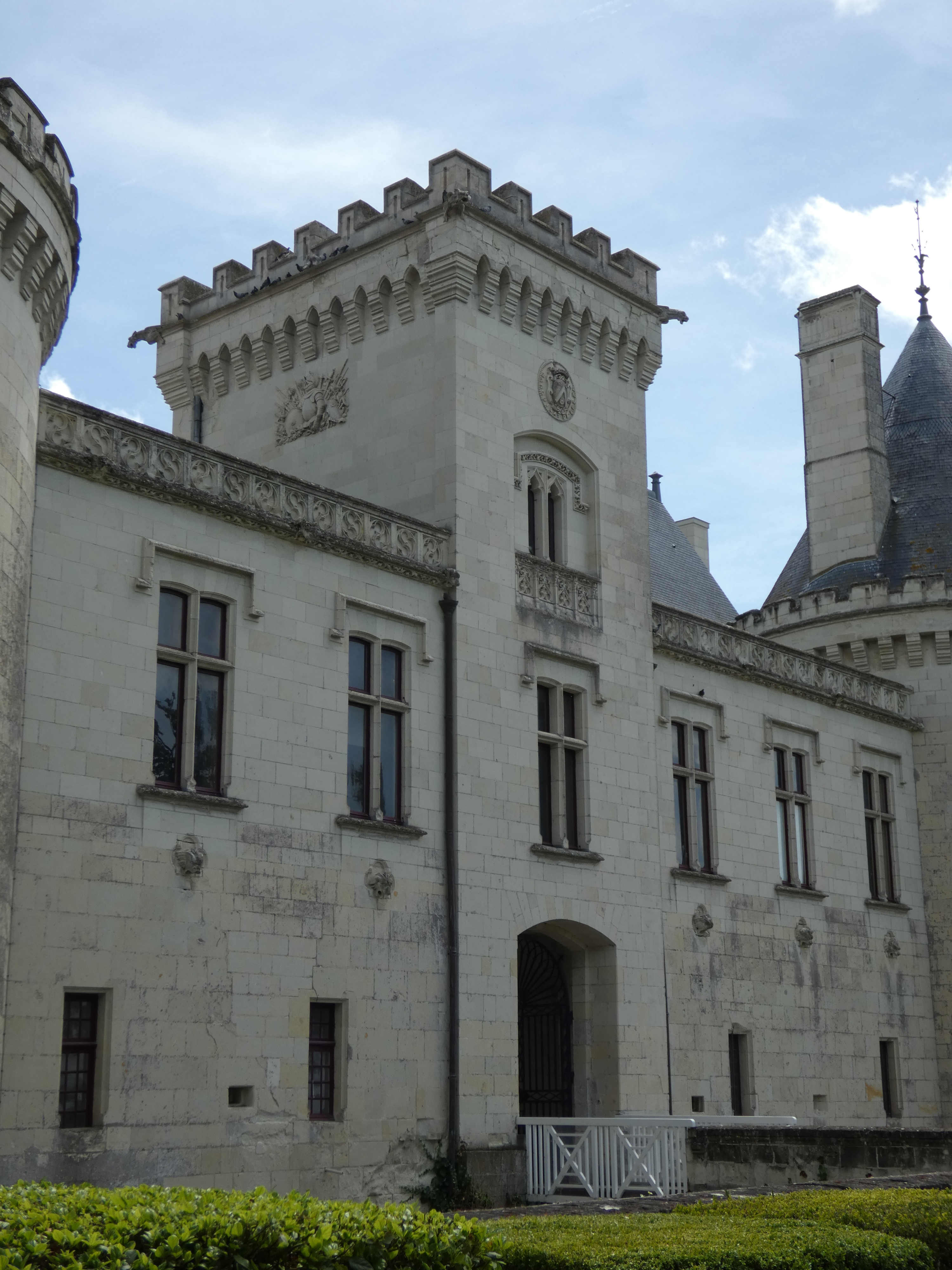
Tour carrée néogothique.
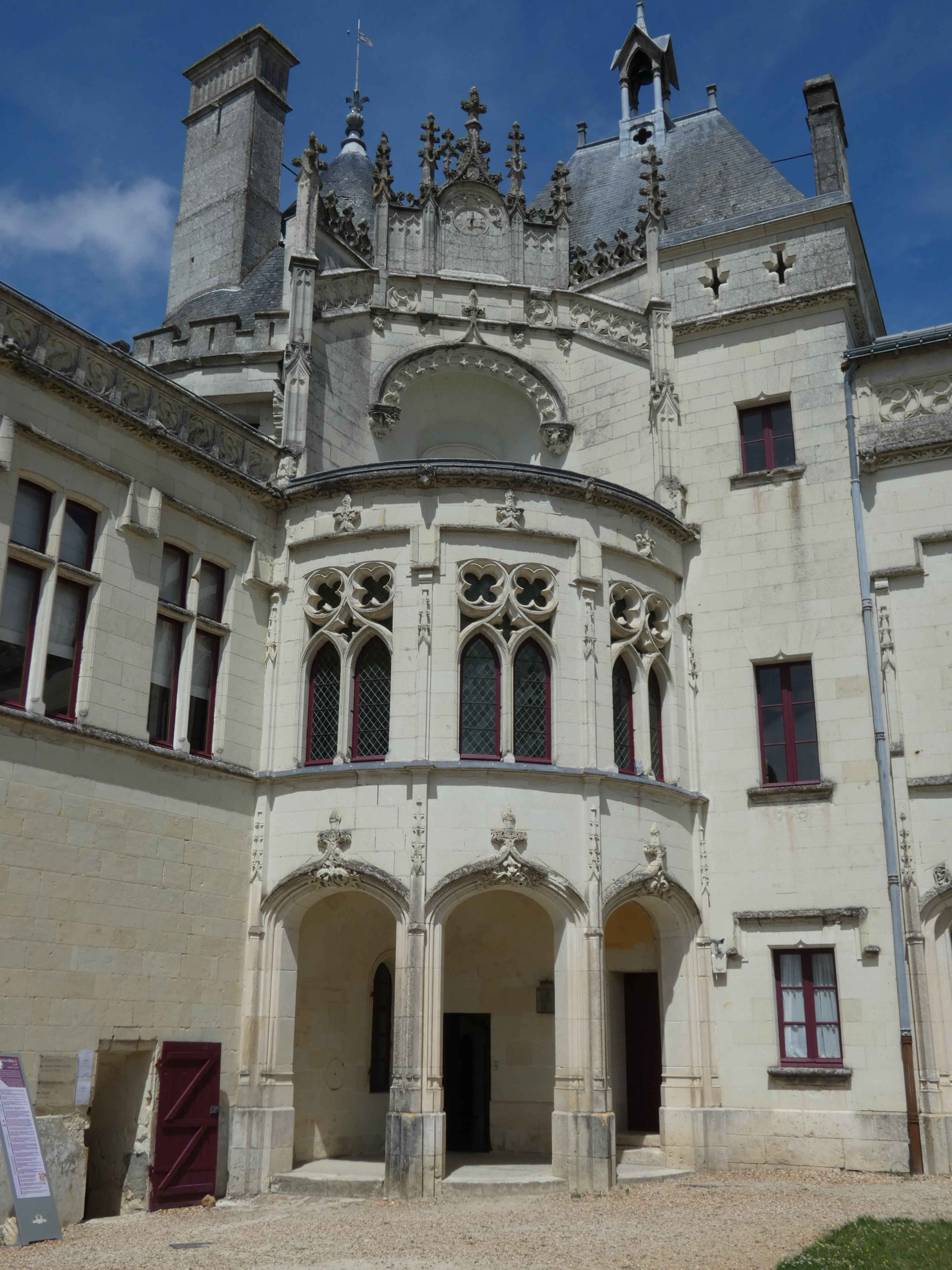
La rotonde.
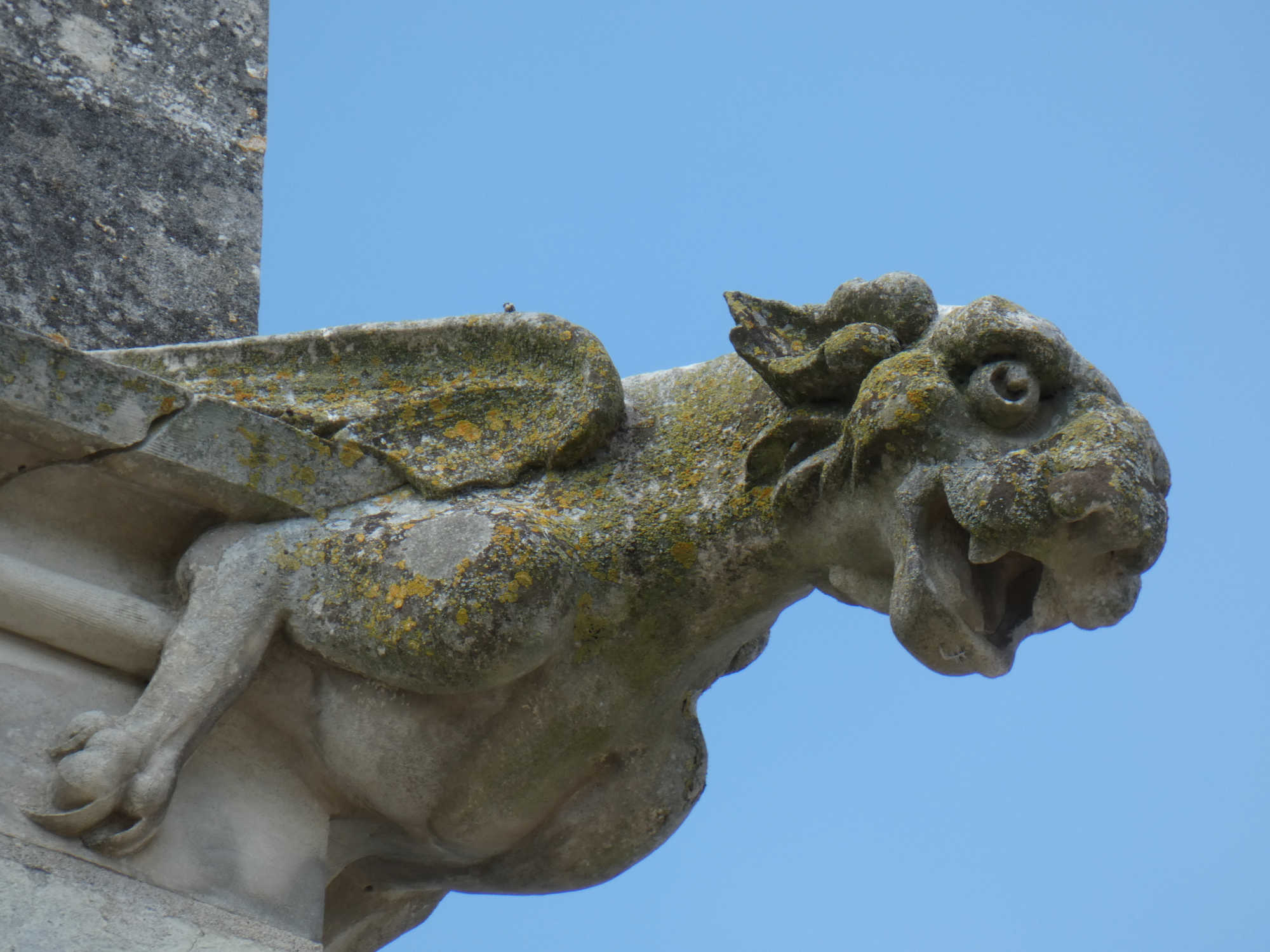
Gargouille néogothique de la tour carrée.

### Les souterrains

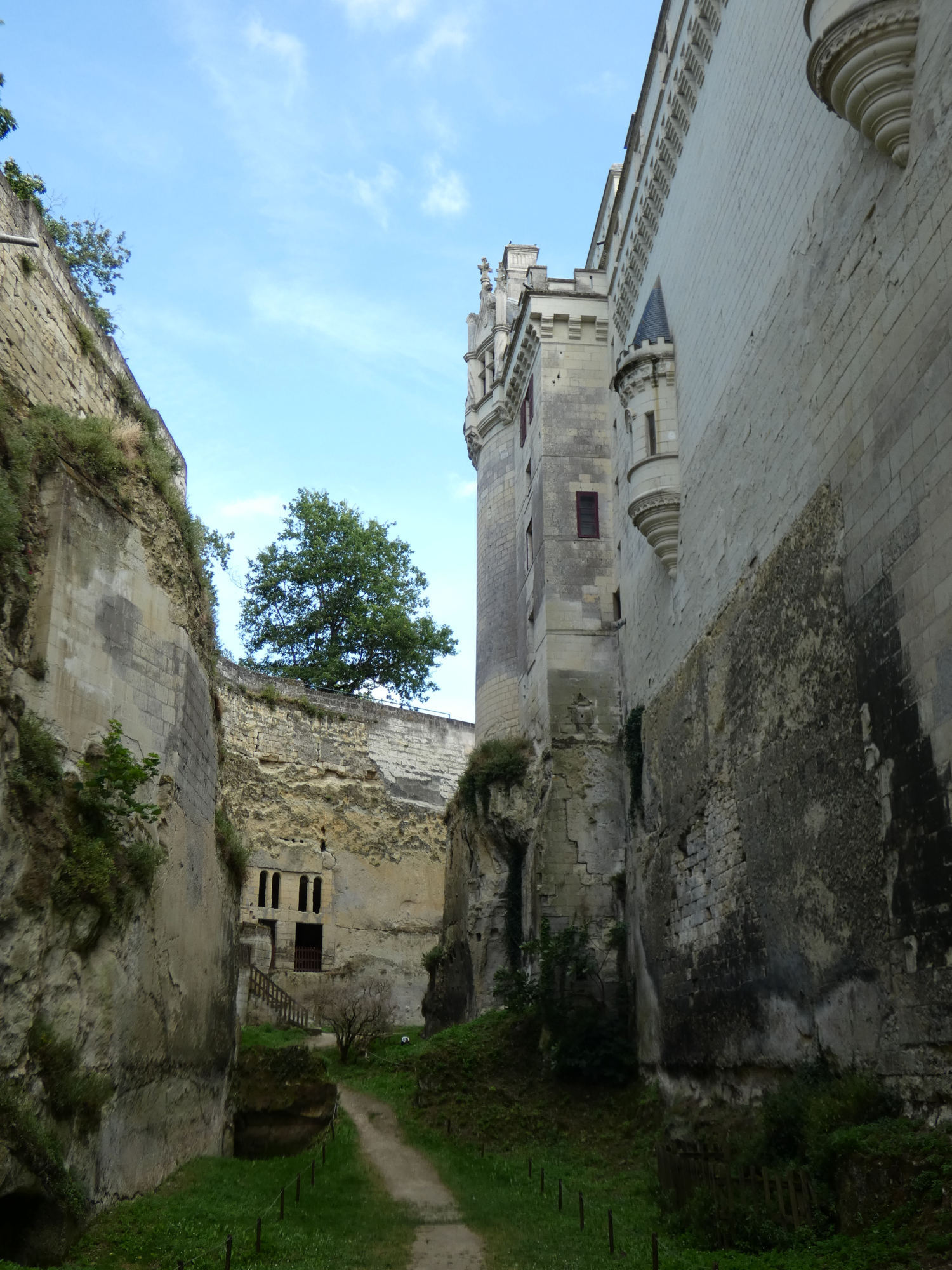
Les fossés.

Sous le château et autour des fossés sont creusés 4 kilomètres de souterrains. La partie la plus ancienne du réseau est la roche de Brézé, antérieure à 1063. Elle est située 9 mètres en dessous de la cour du château. La roche de Brézé présente une structure en trèfle, avec au centre un puits de lumière. Ce souterrain-refuge était équipé pour soutenir un long siège : des silos permettaient de stocker la nourriture, l'accès au souterrain pouvait être facilement obstrué et les défenseurs pouvaient tendre des embuscades aux assaillants grâce à l'étroitesse des couloirs et à leurs nombreux coudes.

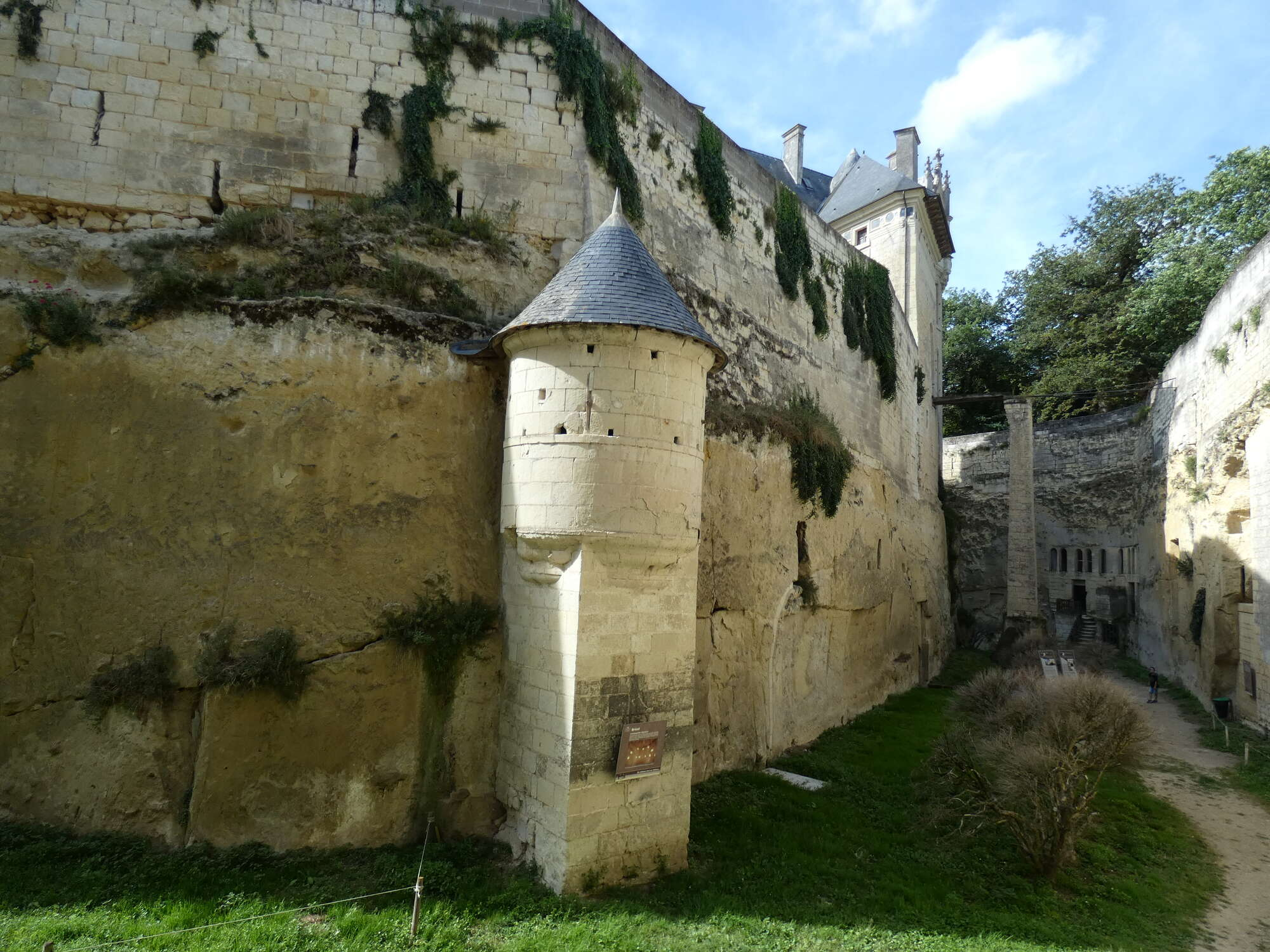
La guérite datée de 1626, qui bat le fossé.

Autour des fossés se trouvent de grandes pièces troglodytiques avec notamment une boulangerie, une glacière et une magnanerie. D'autres parties du réseau servaient à la conservation du vin.
Les fossés du château de Brézé sont profonds de 18 mètres. Ils ont été creusés en plusieurs étapes : vers 1450 leur profondeur atteignait 10 à 12 mètres; au XVIe siècle, elle atteignait les 18 mètres. Les pierres extraites lors du creusement des fossés ont été utilisées pour la construction du château. Les fossés sont entourés d'un chemin de ronde souterrain dont l'un des principaux éléments est une échauguette.

### Les dépendances

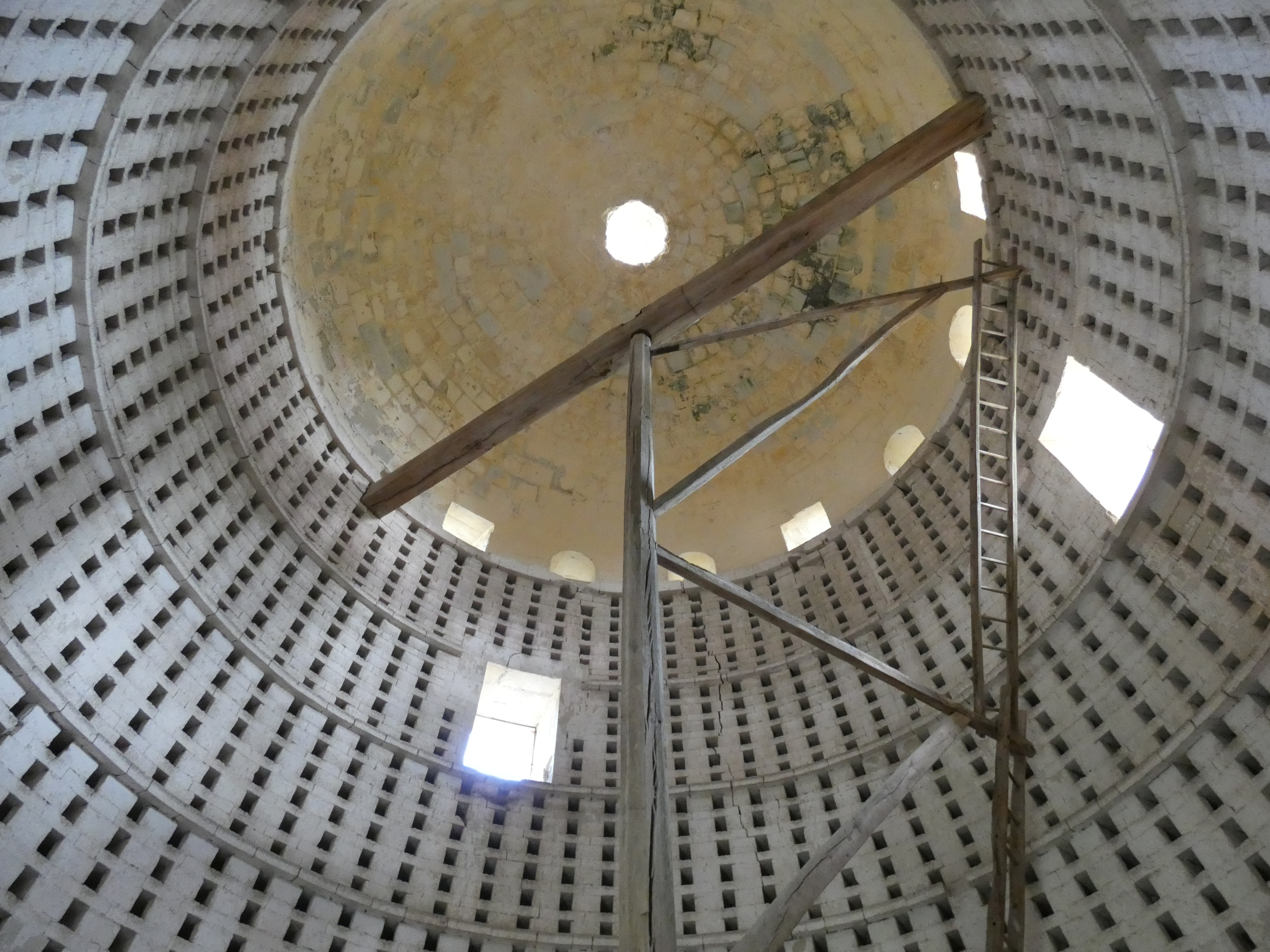
Le colombier du château.

Le colombier cylindrique qui date du début du XVIe siècle, de 3 700 boulins (trous servant de nid aux pigeons), est coiffé d’un dôme à lanternon.
L'orangerie possède aussi un lanternon. Un four à pain est attesté dans la basse-cour.

## Culture populaire
Le château de Brézé est évoqué par Marcel Proust dans la deuxième partie de Du Côté de Guermantes. Dans le roman, le château est présenté comme ayant été la propriété de la défunte femme du baron de Charlus, lequel en aurait ensuite fait cadeau à sa propre sœur Marie de Guermantes (madame Aynard de Saint-Loup, comtesse de Marsantes : la mère de Saint-Loup). « Brézé, c'est royal ! » déclare Charlus. Cette assertion d'un des personnages de La Recherche et qui apparaît comme une fiction proustienne, n'est pas tout à fait dénuée de fondement si l'on considère que Brézé appartint un temps aux Bourbon-Condé qui, par leur parenté avec Louis XIV (ils étaient ses cousins) étaient ce qu'on appelait des « princes du sang »  (entendre par là : de sang royal). Le roman de Proust présente donc le château de Brézé comme une demeure « royale » susceptible de « valoir des millions ».